# Deutsche Bank Building
Vista do edifício em 1997.
O Deutsche Bank Building foi um arranha-céu localizado na 130 Liberty Street, em Nova Iorque, Estados Unidos, ao lado do World Trade Center (WTC). 

## História

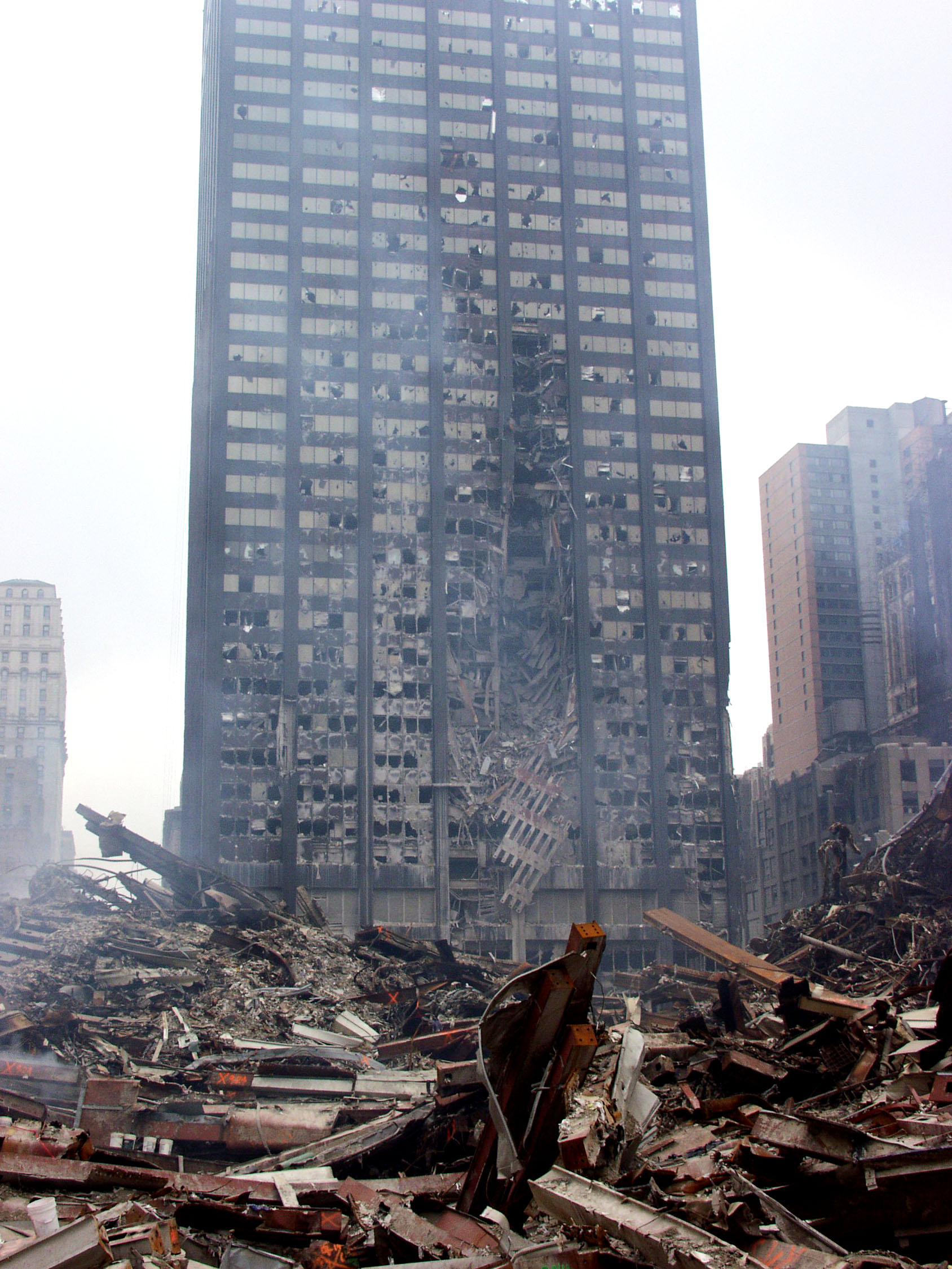
Deutsche Bank Building danificado após os ataques de 11 de setembro de 2001.

Inaugurado em 1974 como Bankers Trust Plaza, o edifício foi projetado por Shreve, Lamb & Harmon, que também projetou o Empire State Building e Peterson & Brickbauer,  foi adquirido pelo Deutsche Bank quando a empresa o comprou do Bankers Trust em 1998. Era parte do panorama urbano de Lower Manhattan.
O Deutsche Bank Building foi gravemente danificado durante os ataques de 11 de setembro de 2001 depois de ter sido atingido por uma avalanche de detritos, cinzas, pó e amianto que se espalhou a partir do colapso da Torre Sul do complexo vizinho do WTC. O 5 World Trade Center irá substituir o edifício, ampliando o espaço do terreno em que o World Trade Center está, já que esta propriedade não fazia parte do World Trade Center original. A estrutura do edifício já foi totalmente desmontada, abrindo o caminho para a construção do WTC 5 e de um centro de segurança de veículos.